# Ken Burns
Kenneth Lauren „Ken“ Burns (* 29. července 1953, New York) je americký filmový a televizní dokumentarista. Proslul jako tvůrce tzv. „efektu Kena Burnse“ (Ken Burns effect), což je způsob užití zejména archivních fotografií v dokumentárních filmech, kdy kamera snímek zoomuje, nebo ho nechá přejíždět ze strany na stranu, čímž je do statického obrazu dodána dynamika. Burns tuto metodu vymyslel a časem se stala v dokumentech normou, je dokonce pod názvem „Ken Burns effect“ v základní nabídce většiny počítačových videoeditorů. Byl dvakrát nominován na Oscara, za Brooklyn Bridge (1981) a The Statue of Liberty (1985). Televizní cenu Emmy získal za dokumentární cykly The National Parks: America's Best Idea (2009), Unforgivable Blackness: The Rise and Fall of Jack Johnson (2004), Baseball (1994) a The Civil War (1990). Jedním z jeho předků byl skotský básník Robert Burns. Vystudoval filmová studia a design na alternativní vysoké škole Hampshire College v Amherstu v Massachusetts. Většinu svých dokumentů natočil pro americkou veřejnoprávní společnost PBS.

## Filmografie
- Brooklyn Bridge (1981)
- The Shakers: Hands to Work, Hearts to God (1984)
- The Statue of Liberty (1985)
- Huey Long (1985)
- The Congress (1988)
- Thomas Hart Benton (1988)
- The Civil War (1990)
- Empire of the Air: The Men Who Made Radio (1991)
- Baseball (1994)
- The West (1996)
- Thomas Jefferson (1997)
- Lewis & Clark: The Journey of the Corps of Discovery (1997)
- Frank Lloyd Wright (1998)
- Not For Ourselves Alone: Elizabeth Cady Stanton and Susan B. Anthony (1999)
- Jazz (2001)
- Mark Twain (2001)
- Horatio's Drive: America's First Road Trip (2003)
- Unforgivable Blackness: The Rise and Fall of Jack Johnson (2005)
- The War (2007)
- The National Parks: America's Best Idea (2009)
- Prohibition (2011)
- The Dust Bowl (2012)
- The Central Park Five (2012)
- Yosemite: A Gathering of Spirit (2013)
- The Address (2014)
- The Roosevelts: An Intimate History (2014)
- Jackie Robinson (2016)
- Defying the Nazis: The Sharps' War (2016)
- The Vietnam War (2017)